# Маллуэ
Маллуэ́ (фр. Malloué) — коммуна во Франции, находится в регионе Нижняя Нормандия. Департамент коммуны — Кальвадос. Входит в состав кантона Ле-Бени-Бокаж. Округ коммуны — Вир.
Код INSEE коммуны — 14395.

## Население
Население коммуны на 2010 год составляло 30 человек.
| 1962 | 1968 | 1975 | 1982 | 1990 | 1999 | 2010 |
| ---- | ---- | ---- | ---- | ---- | ---- | ---- |
| 43   | 36   | 26   | 26   | 24   | 28   | 30   |

## Экономика
В 2010 году среди 18 человек трудоспособного возраста (15—64 лет) 11 были экономически активными, 7 — неактивными (показатель активности — 61,1 %, в 1999 году было 70,6 %). Из 11 активных жителей работали 10 человек (5 мужчин и 5 женщин), безработной была 1 женщина. Среди 7 неактивных 1 человек был учеником или студентом, 6 — пенсионерами, 0 были неактивными по другим причинам.